# Stefan Oeter
Stefan Oeter (* 4. Juli 1958 in Karlsruhe) ist ein deutscher Rechtswissenschaftler und Professor an der Universität Hamburg.

## Leben
Nach seinem Studium war Oeter von 1987 bis 1997 als wissenschaftlicher Referent am Max-Planck-Institut für ausländisches öffentliches Recht und Völkerrecht in Heidelberg tätig. 1996 habilitierte er sich mit einer Schrift über Integration und Subsidiarität im deutschen Bundesstaatsrecht (siehe unten). 1997 bis 1999 folgten  Lehrstuhlvertretungen an den Universitäten Heidelberg, Frankfurt (Oder) und Hamburg. Seit 1999 ist er ordentlicher Professor für deutsches und ausländisches öffentliches Recht und Völkerrecht an der Fakultät für Rechtswissenschaften der Universität Hamburg und geschäftsführender Direktor des Instituts für Internationale Angelegenheiten.
Er ist deutsches Mitglied und Vorsitzender des Unabhängigen Expertenkomitees für die Europäische Charta der Regional- oder Minderheitensprachen des Europarats, Präsident der Historical Commission der International Society for Military Law and the Laws of War, Mitglied des vom DRK-Präsidium bestellten „Fachausschusses Humanitäres Völkerrecht“ und Mitglied des Ständigen Schiedshofs, Den Haag. Seine Forschungsschwerpunkte sind Europäisches und Internationales Wirtschaftsrecht, vergleichende Föderalismusforschung, Schutz von Sprach- und Kulturminderheiten, Humanitäres Völkerrecht sowie Theorie des Völkerrechts und der internationalen Beziehungen.
Im März 2010 wurde Oeter in die Akademie der Wissenschaften in Hamburg aufgenommen. Er gehört seit der Gründung der Albrecht Mendelssohn Bartholdy Graduate School of Law an der Universität Hamburg dessen Direktorium an, das die Geschicke des Graduiertenkollegs lenkt.
Oeter ist Mitglied des erweiterten Vorstandes der Deutschen Gesellschaft für Wehrrecht und Humanitäres Völkerrecht.

## Werk (Auswahl)
- Integration und Subsidiarität im deutschen Bundesstaatsrecht. Untersuchungen zu Bundesstaatstheorie unter dem Grundgesetz. Mohr Siebeck, Tübingen 1998, ISBN 3-16-146885-6 (zugleich Habilitations-Schrift, Universität Heidelberg 1996).
- Föderalismus. In: Armin von Bogdandy (Hrsg.): Europäisches Verfassungsrecht. Theoretische und dogmatische Grundzüge. Berlin / Heidelberg / New York / Hongkong / London / Mailand / Paris / Tokio 2003, ISBN 3-540-43834-3.